# Hololepta punctulata
Hololepta punctulata är en skalbaggsart som först beskrevs av Sylvain Auguste de Marseul 1853.  Hololepta punctulata ingår i släktet Hololepta och familjen stumpbaggar. Inga underarter finns listade i Catalogue of Life.